# Врублевський Микола Євтихійович

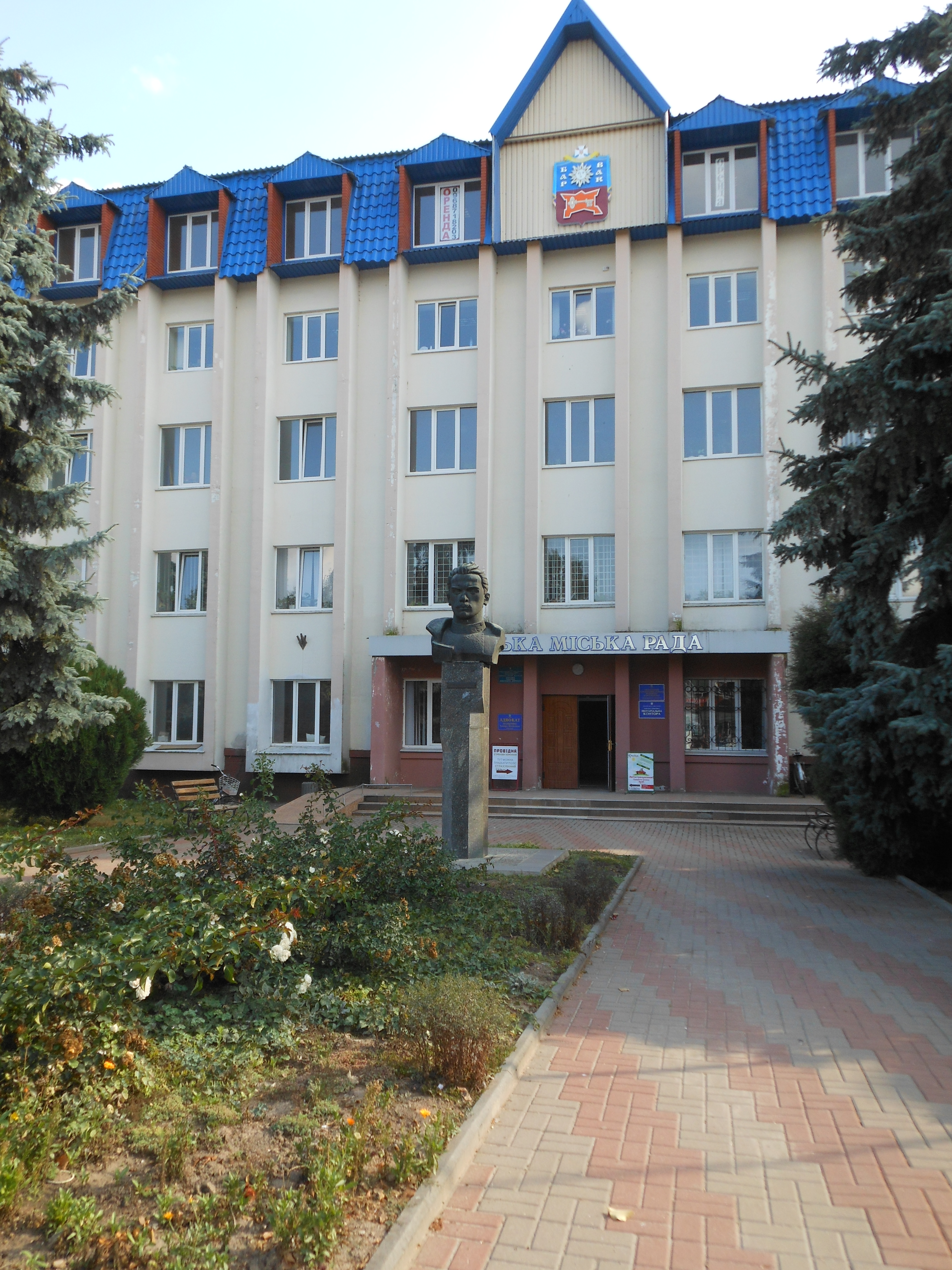
Погруддя Миколі Врублевському перед Барською міською радою

Врубле́вський Мико́ла Євти́хійович (партійний псевдонім — Сергій; 2 [16] лютого 1897, с. Рункошів, Ушицький повіт, Подільська губернія, Російська імперія — 25 грудня 1918, Київ, Київська губернія, Українська Народна Республіка) — член Української Центральної Ради 3-го складу, член ЦВК Рад України, народний секретар народної освіти, член Надзвичайного повноважного посольства ЦВК Рад України та Народного секретаріату в Москві.

## Біографія
Народився 2 (16) лютого 1897 року у родині диякона Свято-Успенської церкви м. Бара Євтихія Павловича Врублевського в селі Рункошів Ушицького повіту Подільської губернії (нині село Кам'янець-Подільського району Хмельницької області, Україна). Після закінчення Кам'янецького духовного училища 1911 року навчався в Подільській духовній семінарії, де не закінчив повний курс навчання. У 1915—1916 роках навчався в Київському комерційному інституті.
Від грудня 1916 року — в армії, де вів революційну роботу. У 1917 році — лівий український соціал-демократ (член Української соціал-демократичної робітничої партії). Був прапорщиком 290-го пішого запасного полку (Київський військовий округ). Від 8 серпня 1917 року — член Української Центральної Ради (від Всеукраїнської ради військових депутатів).
У листопаді 1917 року — голова Барського військового революційного комітету. На II Всеукраїнському з'їзді Рад обраний до складу ЦВК Рад України. У березні — квітні 1918 року — народний секретар народної освіти в радянському уряді України — Народному секретаріаті. Член Надзвичайного повноважного посольства ЦВК Рад України та Народного секретаріату в Москві (кінець березня — початок травня 1918 року). Від квітня 1918 року — член Бюро з керівництва повстанською боротьбою в тилу австро-німецьких окупантів.
Член КП(б)У з 1918 року. Від червня 1918 року — член підпільного Київського губернського комітету партії. Від вересня 1918 року працював у органі Київського обласного, губернського і міського комітетів КП(б)У — нелегальній газеті «Киевский коммунист». 28 жовтня 1918 року заарештований гетьманським урядом у Києві. 25 грудня 1918 року був розстріляний у часи Директорії УНР в Києві, похований у передмісті Бара.

## Вшанування пам'яті
1986 року в Барі встановлено погруддя Врублевського (скульптор Довженко І. П.).